# Verbascum hadschinense
Verbascum hadschinense är en flenörtsväxtart som beskrevs av Josef Franz Freyn. Verbascum hadschinense ingår i släktet kungsljus, och familjen flenörtsväxter. Inga underarter finns listade i Catalogue of Life.